# Kerstin Garefrekes
Kerstin Garefrekes (Ibbenbüren, Alemania; 4 de septiembre de 1979) es una futbolista alemana. Actualmente juega para el 1. FFC Fráncfort de la Bundesliga femenina.

## Trayectoria deportiva
Garefrekes comenzó a jugar fútbol en 1986 en su pueblo natal y en 1998 se unió al recién fundado equipo FFC Heike Rheine de la Bundesliga femenina. En 2004 fue transferida al 1. FFC Fráncfort con el que ha obtenido tres títulos nacionales en 2005, 2007 y 2008. Ha estado consistentemente entre las mejores goleadoras de la Bundesliga a lo largo de su carrera, logrando el título de goleo individual en la temporada 2003/2004.

### Selección nacional
El 17 de noviembre de 2001 hizo su debut con la selección femenina de fútbol de Alemania en un partido contra Holanda. Su carrera con la selección nacional ha coincidido con los mayores éxitos de la selección alemana. Se coronó campeona del mundo en la Copa Mundial Femenina de Fútbol de 2003 celebrada en Estados Unidos y la Copa Mundial Femenina de Fútbol de 2007 celebrada en China. Además logró ganar el título de la Eurocopa Femenina 2005 en Inglaterra y la Eurocopa Femenina 2009 en Finlandia.
Obtuvo la medalla de bronce en los Juegos Olímpicos de Atenas 2004 y los Juegos Olímpicos de Pekín 2008, siendo la medalla de oro olímpica lo único que falta en su palmarés.
Durante la Copa del Mundo 2011 actuó como capitana del equipo en ausencia de Birgit Prinz. Garefrekes anunció su retiro de la selección nacional en agosto de 2011.